# Horton Smith
Horton Smith (22 de maio de 1908 — 15 de outubro de 1963) foi um golfista profissional norte-americano, campeão do Masters de Golfe de 1934 e 1936. Foi o primeiro campeão deste torneio.
Smith foi introduzido no Hall da Fama do Golfe Mundial em 1990.

## Títulos
| Ano  | Campeonato             | 54 buracos           | Pontuação máxima     | Margem   | Vice-campeão |
| ---- | ---------------------- | -------------------- | -------------------- | -------- | ------------ |
| 1934 | Masters Tournament     | Vantagem de 1 tacada | −4 (70-72-70-72=284) | 1 tacada | Craig Wood   |
| 1936 | Masters Tournament (2) | Déficit de 3 tacadas | −3 (74-71-68-72=285) | 1 tacada | Harry Cooper |